# Stenotomus chrysops
Stenotomus chrysops är en fisk från familjen havsrudefiskar (Sparidae) som finns utanför USA:s östkust.

## Utseende
Stenotomus chrysops är en avlång fisk med hög kroppsform, liten mun och tydligt ingröpt stjärtfena. Kroppen är kraftigt ihoptryckt från sidorna. Ryggfenan är lång, och består av en främre del med 12 taggstrålar och en bakre del med 12 mjukstrålar. Även analfenan består av både taggstrålar och mjukstrålar, 3 respektive 11 till 12. Både rygg- och analfenan kan fällas ner i en skåra. Kroppen är gråsilvrig, något ljusnande ner mot den vita buken, med och med 12 till 15 otydliga, blåglänsande längsstrimmor på sidor och rygg. Huvudet är silverfärgat med oregelbundna, mörka fläckar. Som mest kan den bli 45 cm lång och väga 2,06 kg.

## Vanor
Arten lever vanligtvis i stim nära botten. Den är inte bunden till någon bestämd bottentyp, utan kan förekomma såväl på sandbottnar, rev, musselbäddar samt klipp- och stenbottnar. Däremot förekommer en årstidsbunden migrering: Under våren drar sig fiskarna, först de äldre, större individerna, in närmare kusten, för att mot hösten vandra tillbaka till djupare vatten (omkring 35 – 150 m).

### Ålder
Arten blir könsmogen vid en ålder av 2 till 3 år och kan leva i åtminstone 20 år.

### Diet
Födan består av kräftdjur som märlkräftor, blötdjur, tagglösa sjöborrar (ordningen Clypeasteroida), havsborstmaskar, unga bläckfiskar samt små fiskar. De nykläckta larverna tar troligtvis djurplankton, för att senare gå över till en diet på mindre kräftdjur som märlkräftor och pungräkor, små mollusker samt fiskägg och -larver.

### Fortplantning
Stenotomus chrysops leker under vår till sommar (i den norra delen av utbredningsområdet maj till augusti, med tonvikt på juni), då honan lägger omkring 7 000 ägg (varierande mellan 2 000 och 12 000). Äggen, som innehåller en oljedroppe och är pelagiska, kläcks efter 2 till 3 dagar beroende på vattentemperaturen.

## Utbredning
Fisken finns i Västatlanten från Nova Scotia i Kanada till Florida i USA; den är dock sällsynt söder om North Carolina.

## Kommersiell användning
Arten är en populär matfisk och är föremål för ett omfattande, kommersiellt fiske, framför allt med bottentrål. En del av fångsten exporteras, bland annat till Japan. Det har framförts farhågor om att den riskerar att utfiskas i Mellanatlanten.